# Icteranthidium
Icteranthidium is een geslacht van vliesvleugelige insecten van de familie Megachilidae.

## Soorten
- I. abbasi (Warncke, 1982)
- I. aequabile (Morawitz, 1896)
- I. afrum (Lepeletier, 1841)
- I. angulosum (Warncke, 1982)
- I. aurantiacum Pasteels, 1969
- I. capitum (Warncke, 1982)
- I. cimbiciforme (Smith, 1854)
- I. croceum (Morawitz, 1878)
- I. decoloratum (Alfken, 1932)
- I. fedtschenkoi (Morawitz, 1875)
- I. ferrugineum (Fabricius, 1787)
- I. grohmanni (Spinola, 1838)
- I. hauseri (Warncke, 1980)
- I. laterale (Latreille, 1809)
- I. limbiferum (Morawitz, 1875)
- I. nitens (Morawitz, 1896)
- I. obsoletum (Warncke, 1982)
- I. ovasi (Warncke, 1980)
- I. reinigi (Alfken, 1931)

- I. ruficorne (Morawitz, 1875)
- I. sinapinum (Cockerell, 1911)
- I. subangulosum (Warncke, 1982)
- I. tshangiricum (Mavromoustakis, 1951)
- I. urfanum (Warncke, 1980)